# (22473) Stanleyhey
(22473) Stanleyhey est un astéroïde de la ceinture principale.

## Description
(22473) Stanleyhey est un astéroïde de la ceinture principale. Il fut découvert le 2 mars 1997 à Kitt Peak par le projet Spacewatch. Il présente une orbite caractérisée par un demi-grand axe de 2,64 UA, une excentricité de 0,20 et une inclinaison de 12,1° par rapport à l'écliptique.